# Acanthocephalus anguillae
Acanthocephalus anguillae ist eine Art der Kratzwürmer (Acanthocephala), die als Darmparasit vor allem in Süßwasserfischen vorkommt und bei diesen eine Acanthocephalose auslöst.

## Merkmale
Weibliche Tiere erreichen eine Körperlänge von 12 bis 20 Millimetern, die Männchen bleiben dabei mit maximal etwa 5 bis 9 Millimetern deutlich kleiner. Der Rumpf ist im vorderen Bereich deutlich breiter als hinten. Der etwa 1 mm lange Rüssel (Proboscis) ist kurz und keulig und besitzt 10 Hakenreihen aus jeweils 5 bis 7 Haken mit nach vorn gerichtetem Hakenwurzelfortsatz.
Die Eier sind langoval und besitzen nur dünne Hüllmembranen. Sie haben eine durchschnittliche Länge von 100 bis 126 und eine durchschnittliche Breite von 12 bis 14 Mikrometern.

## Lebensweise
Acanthocephalus anguillae lebt als ausgewachsenes Tier als Darmparasit vor allem im Darm von Süßwasserfischen, vor allem von Karpfenfischen, Aalen und Forellen.